# マバラマキエダウミユリ
マバラマキエダウミユリ（Endoxocrinus alternicirrus）は、ウミユリの一種。

## 概要
トリノアシと同じく、海底でユリの花のように円形に広げた腕で、プランクトンを捕食する。20センチメートル。
日本近海の25メートルから375メートルまでの深海に生息する。